# Pływanie na Igrzyskach Panamerykańskich 1987
Zawody w pływaniu na Igrzyskach Panamerykańskich 1987 zostały rozegrane w dniach 9-15 sierpnia 1987 roku. Areną zmagań był Indiana University Natatorium.

## Medaliści

### Mężczyźni
| Konkurencja            | 1. miejsce                                                                    | Wynik    | 2. miejsce                                                                        | Wynik    | 3. miejsce                                                                    | Wynik    |
| ---------------------- | ----------------------------------------------------------------------------- | -------- | --------------------------------------------------------------------------------- | -------- | ----------------------------------------------------------------------------- | -------- |
| Styl dowolny           |                                                                               |          |                                                                                   |          |                                                                               |          |
| 50 m                   | Tom Williams                                                                  | 22,55    | Michael Neuhofel                                                                  | 22,84    | Claude Lamy Hilton Woods                                                      | 23,39    |
| 100 m                  | Todd Dudley                                                                   | 50,24    | Scott McCadam                                                                     | 50,81    | Mark Andrews                                                                  | 51,24    |
| 200 m                  | John Witchel                                                                  | 1:50,90  | Carlos Scanavino                                                                  | 1:51,21  | Brian Jones                                                                   | 1:52,11  |
| 400 m                  | Paul Robinson                                                                 | 3:54,44  | Cristiano Michelena                                                               | 3:55,37  | Scott Brackett                                                                | 3:55,64  |
| 1500 m                 | Alex Kostich                                                                  | 15:20,90 | Lars Jorgensen                                                                    | 15:24,09 | Christopher Chalmers                                                          | 15:30,51 |
| Styl grzbietowy        |                                                                               |          |                                                                                   |          |                                                                               |          |
| 100 m                  | Andrew Gill                                                                   | 56,56    | David Berkoff                                                                     | 57,35    | Alejandro Alvizuri                                                            | 58,65    |
| 200 m                  | Mike O’Brien                                                                  | 2:02,29  | Ricardo Prado                                                                     | 2:03,75  | Raymond Brown                                                                 | 2:04,28  |
| Styl klasyczny         |                                                                               |          |                                                                                   |          |                                                                               |          |
| 100 m                  | Richard Korhammer                                                             | 1:03,85  | Dave Lundberg                                                                     | 1:04,11  | Darcy Wallingford                                                             | 1:04,55  |
| 200 m                  | Jeff Kubiak                                                                   | 2:17,62  | Mike Barrowman                                                                    | 2:19,29  | Darcy Wallingford                                                             | 2:22,01  |
| Styl motylkowy         |                                                                               |          |                                                                                   |          |                                                                               |          |
| 100 m                  | Anthony Nesty                                                                 | 53,89    | Wade King                                                                         | 54,33    | Michael Dillon                                                                | 54,45    |
| 200 m                  | Bill Stapleton                                                                | 2:00,70  | Jayme Taylor                                                                      | 2:00,73  | Anthony Nesty                                                                 | 2:01,09  |
| Styl zmienny           |                                                                               |          |                                                                                   |          |                                                                               |          |
| 200 m                  | Bill Stapleton                                                                | 2:03,58  | Paul Wallace                                                                      | 2:04,92  | Ricardo Prado                                                                 | 2:04,94  |
| 400 m                  | Jerry Frentsos                                                                | 4:23,92  | Jeff Prior                                                                        | 4:26,31  | Michael Meldrum                                                               | 4:29,63  |
| Sztafety               |                                                                               |          |                                                                                   |          |                                                                               |          |
| 4 × 100 m st. dowolnym | Stany Zjednoczone · James Born · Scott McCadam · Paul Robinson · Todd Dudley  | 3:19,97  | Kanada · Darren Ward · Claude Lamy · Brad Creelman · Gary Vandermeulen            | 3:26,09  | Brazylia · Cyro Delgado · Cristiano Michelena · Jorge Fernandes · Júlio López | 3:27,11  |
| 4 × 200 m st. dowolnym | Stany Zjednoczone · Paul Robinson · Brian Jones · Mike O'Brien · John Witchel | 7:23,29  | Kanada · Darren Ward · Christopher Chalmers · Gary Vandermeulen · Michael Meldrum | 7:29,84  | Brazylia · Cristiano Michelena · Cyro Delgado · Jorge Fernandes · Júlio López | 7:29,90  |
| 4 × 100 m st. zmiennym | Stany Zjednoczone · Andrew Gill · Richard Korhammer · Wade King · Todd Dudley | 3:43,65  | Kanada · Ray Brown · Darcy Wallingford · Darren Ward · Claude Lamy                | 3:49,77  | Brazylia · Ricardo Prado · Cícero Tortelli · Otavio Silva · Jorge Fernandes   | 3:50,29  |

### Kobiety
| Konkurencja            | 1. miejsce                                                                          | Wynik   | 2. miejsce                                                                  | Wynik   | 3. miejsce                                                                      | Wynik   |
| ---------------------- | ----------------------------------------------------------------------------------- | ------- | --------------------------------------------------------------------------- | ------- | ------------------------------------------------------------------------------- | ------- |
| Styl dowolny           |                                                                                     |         |                                                                             |         |                                                                                 |         |
| 50 m                   | Jenny Thompson                                                                      | 26,09   | Silvia Poll                                                                 | 26,32   | Jeanne Doolan                                                                   | 26,34   |
| 100 m                  | Silvia Poll                                                                         | 56,39   | Sara Linke                                                                  | 57,30   | Jenny Thompson                                                                  | 57,46   |
| 200 m                  | Silvia Poll                                                                         | 2:00,02 | Whitney Hedgepeth                                                           | 2:02,06 | Sara Linke                                                                      | 2:04,00 |
| 400 m                  | Julie Martin                                                                        | 4:11,87 | Barbara Metz                                                                | 4:13,25 | Megan Holliday                                                                  | 4:20,78 |
| 800 m                  | Tami Bruce                                                                          | 8:34,72 | Deborah Babashoff                                                           | 8:42,77 | Megan Holliday                                                                  | 8:52,60 |
| Styl grzbietowy        |                                                                                     |         |                                                                             |         |                                                                                 |         |
| 100 m                  | Silvia Poll                                                                         | 1:02,12 | Holly Green                                                                 | 1:03,15 | Michelle Donahue                                                                | 1:03,30 |
| 200 m                  | Katie Welch                                                                         | 2:13,65 | Silvia Poll                                                                 | 2:14,18 | Holly Green                                                                     | 2:14,75 |
| Styl klasyczny         |                                                                                     |         |                                                                             |         |                                                                                 |         |
| 100 m                  | Keltie Duggan                                                                       | 1:12,46 | Lori Heisick                                                                | 1:12,52 | Terri Baxter                                                                    | 1:12,99 |
| 200 m                  | Dorsey Tierney                                                                      | 2:36,87 | Alicia Boscatto                                                             | 2:37,09 | Kathy Smith                                                                     | 2:37,57 |
| Styl motylkowy         |                                                                                     |         |                                                                             |         |                                                                                 |         |
| 100 m                  | Janel Jorgensen                                                                     | 1:01,28 | Kristen Elias                                                               | 1:01,54 | Robin Ruggiero                                                                  | 1:03,67 |
| 200 m                  | Kara McGrath                                                                        | 2:12,54 | Michelle Griglione                                                          | 2:15,03 | Shay McNicol                                                                    | 2:17,78 |
| Styl zmienny           |                                                                                     |         |                                                                             |         |                                                                                 |         |
| 200 m                  | Susan Habermas                                                                      | 2:18,22 | Catherine Ritch                                                             | 2:20,06 | Karin Helmstaedt                                                                | 2:21,59 |
| 400 m                  | Tami Bruce                                                                          | 4:49,34 | Katie Welch                                                                 | 4:51,32 | Karin Helmstaedt                                                                | 4:57,04 |
| Sztafety               |                                                                                     |         |                                                                             |         |                                                                                 |         |
| 4 × 100 m st. dowolnym | Stany Zjednoczone · Kathy Coffin · Jenny Thompson · Sara Linke · Carrie Steinseifer | 3:48,68 | Kanada · Cheryl McArton · Robin Ruggiero · Manon Simard · Denise Gereghty   | 3:52,25 | Kostaryka · Natasha Aguilar · Marcela Cuesta · Carolina Mauri · Silvia Poll     | 3:55,43 |
| 4 × 200 m st. dowolnym | Stany Zjednoczone · Susan Habermas · Sara Linke · Pamela Hayden · Whitney Hedgepeth | 8:13,34 | Kostaryka · Natasha Aguilar · Marcela Cuesta · Carolina Mauri · Silvia Poll | 8:24,25 | Kanada · Denise Gereghty · Cheryl McArton · Sally Gilbert · Anne-Marie Anderson | 8:25,69 |
| 4 × 100 m st. zmiennym | Stany Zjednoczone · Holly Green · Lori Heisick · Janel Jorgensen · Sara Linke       | 4:12,92 | Kanada · Manon Simard · Keltie Duggan · Robin Ruggiero · Cheryl McArton     | 4:17,78 | Kostaryka · Silvia Poll · Monsterrat Hidalgo · Marcela Cuesta · Carolina Mauri  | 4:23,11 |

## Klasyfikacja medalowa
Opracowano na podstawie materiałów źródłowych.
| Miejsce | Państwo             | Złoto | Srebro | Brąz | Razem |
| ------- | ------------------- | ----- | ------ | ---- | ----- |
| 1.      | Stany Zjednoczone   | 27    | 20     | 10   | 57    |
| 2.      | Kostaryka           | 3     | 3      | 2    | 8     |
| 3.      | Kanada              | 1     | 5      | 13   | 19    |
| 4.      | Surinam             | 1     | 0      | 1    | 2     |
| 5.      | Brazylia            | 0     | 2      | 4    | 6     |
| 6.      | Argentyna           | 0     | 1      | 0    | 1     |
| 6.      | Urugwaj             | 0     | 1      | 0    | 1     |
| 8.      | Antyle Holenderskie | 0     | 0      | 1    | 1     |
| 8.      | Peru                | 0     | 0      | 1    | 1     |
| 8.      | Trynidad i Tobago   | 0     | 0      | 1    | 1     |
| Razem   | Razem               | 32    | 32     | 33   | 97    |